# Reetbek
Die Reetbek ist ein Nebenfluss der Stör im Naturpark Aukrug in Schleswig-Holstein.
Der Fluss hat eine Länge von ca. 2,4 km, entspringt an der Itzespitze im Hennstedter Holz und mündet südöstlich von Wiedenborstel in die Wegebek.
Die Reetbek durchfließt zwei Teiche – nach Luftbildern sind es fünf Teilflächen (Lage).